# Judaização
Judaização (em hebraico: ייהוד, em árabe: تهويد) é o processo de atribuir a algo um caráter judaico. No contexto do sionismo, é frequentemente aplicado à expansão israelita de assentamentos judaicos em áreas com significativas populações palestinas, como na judaização de Jerusalém, da Galileia ou do Negev. Neste contexto, está relacionado com a desarabização.
Em sua crítica ao sionismo, o pensador britânico Leon Roth defendeu uma "judaização da nossa política" em resposta ao que ele percebeu como uma "politização do judaísmo" caracterizada pelo etno-nacionalismo e uma noção quase racial do judaísmo.